# Kuluna (film)
Pour les articles homonymes, voir Kuluna.
Pour plus de détails, voir Fiche technique et Distribution.
Kuluna  est un film dramatique congolais (RDC) sorti en 2019.

## Résumé
Le thème tourne autour du phénomène « Kuluna » pour dénoncer et condamner les crimes tels que des meurtres, des vols et viols que subit la société kinoise en RDC, et le film raconte l’histoire passée d'un jeune étudiant appelé Mayaka au cours de l’année 2015 à Kinshasa, qui est victime d'une attaque des kulunas de son quartier voisin en conflit d'intérêts avec ceux de son nouveau quartier où il vit avec sa mère. Mayaka né d'une famille dont le mode de vie aisé ne bascule qu’après mort de son père, tombe à la merci de ces voyous, se crée des sérieux problèmes, un lourd conflit à son insu, qui coûte la vie de sa mère, à cause de sa camarade de classe Fourrah, ancienne petite amie d'un chef de gang. Et finalement, cette épreuve dure finit par le transformer en mal et devient lui aussi un membre du gang, nourri d'une envie folle de vengeance,...

## Fiche technique
- Titre : Kuluna !
- Réalisation : Rabby Bokoli
- Société de production : Makabo Productions,
- Scénario : Julio Lolo Bibas & Nickel Larok
- Photos : Jugal Zoswa, Michel Mutombo
- Acteurs: Diplome Amekindra, Joel Dangala, Serge Kanyinda, Salim Kashiama, Junior Kombuzo et Gracia Mayiza
- Musique du film : Bionick Mofiako
- Montage : Hervé Kashama, Aly Lito Itayi
- Pays :  République démocratique du Congo
- Langues originales : lingala
- Sous-titré : français
- Format : Couleurs
- Durée : 96 minutes
- Date de sortie : 2019